# Vincenzo Brunacci
Vincenzo Brunacci (Firenze, 3 marzo 1768 – Pavia, 16 giugno 1818) è stato un matematico italiano, allievo di Lagrange.

## Biografia

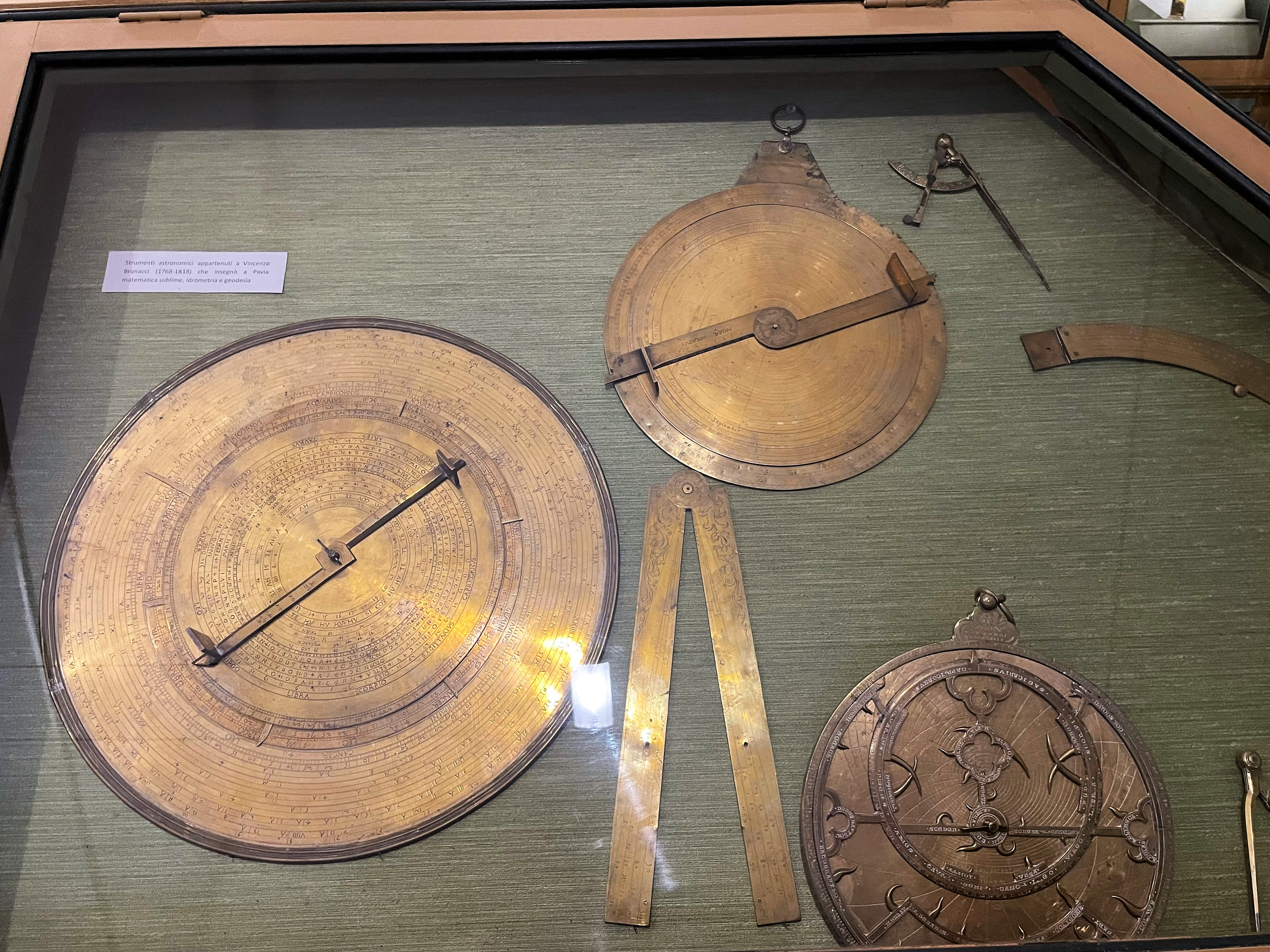
Strumenti astronomici appartenuti a Vincenzo Brunacci, Museo per la storia dell'Università di Pavia

Studiò, presso l'Università di Pisa, medicina, astronomia e matematica con Pietro Paoli, laureandosi in Medicina nel 1788. Nello stesso anno venne nominato professore straordinario di Fisica all'Università di Pisa. 
Intorno al 1790, in seguito alla nomina di professore di Matematica e Nautica, iniziò l'insegnamento matematico presso l'Istituto della Marina di Livorno.
Nel 1796, quando Napoleone entrò in Italia, fu tra i molti matematici che aderirono al nuovo ordine. In seguito alla reazione austriaca si trasferì in Francia tra il 1799 e il 1800, insieme a molti scienziati coinvolti nella causa repubblicana.
Al rientro occupò la cattedra che era stata di Pietro Paoli presso l'Università di Pisa. Nel 1801 si trasferì all'Università degli Studi di Pavia e ne divenne rettore. Nel 1803 entrò a far parte dell'Istituto Nazionale Italiano, fondato dai francesi sulla falsariga dell'analogo istituto parigino e nel 1806 della "Società italiana delle Scienze", di cui vinse il premio nel 1818. Furono suoi allievi Antonio Bordoni, Giovanni Taddeo Farini e Ottaviano Fabrizio Mossotti.
Collaborò inoltre con l'amministrazione pubblica: nel 1805 aveva fatto parte della Commissione per il progetto del Naviglio Pavese, e l'anno seguente fu nominato " Ispettore di Acque e Strade". Nel 1809 entrò a far parte della "Commissione per il nuovo sistema di misure e pesi", e dal 1811 fu ispettore generale della Pubblica Istruzione per tutto il Regno d'Italia. 
Nel 1806 aveva ricevuto il titolo di Cavaliere della Corona ferrea.

## Opere
- Opuscolo analitico (1792),

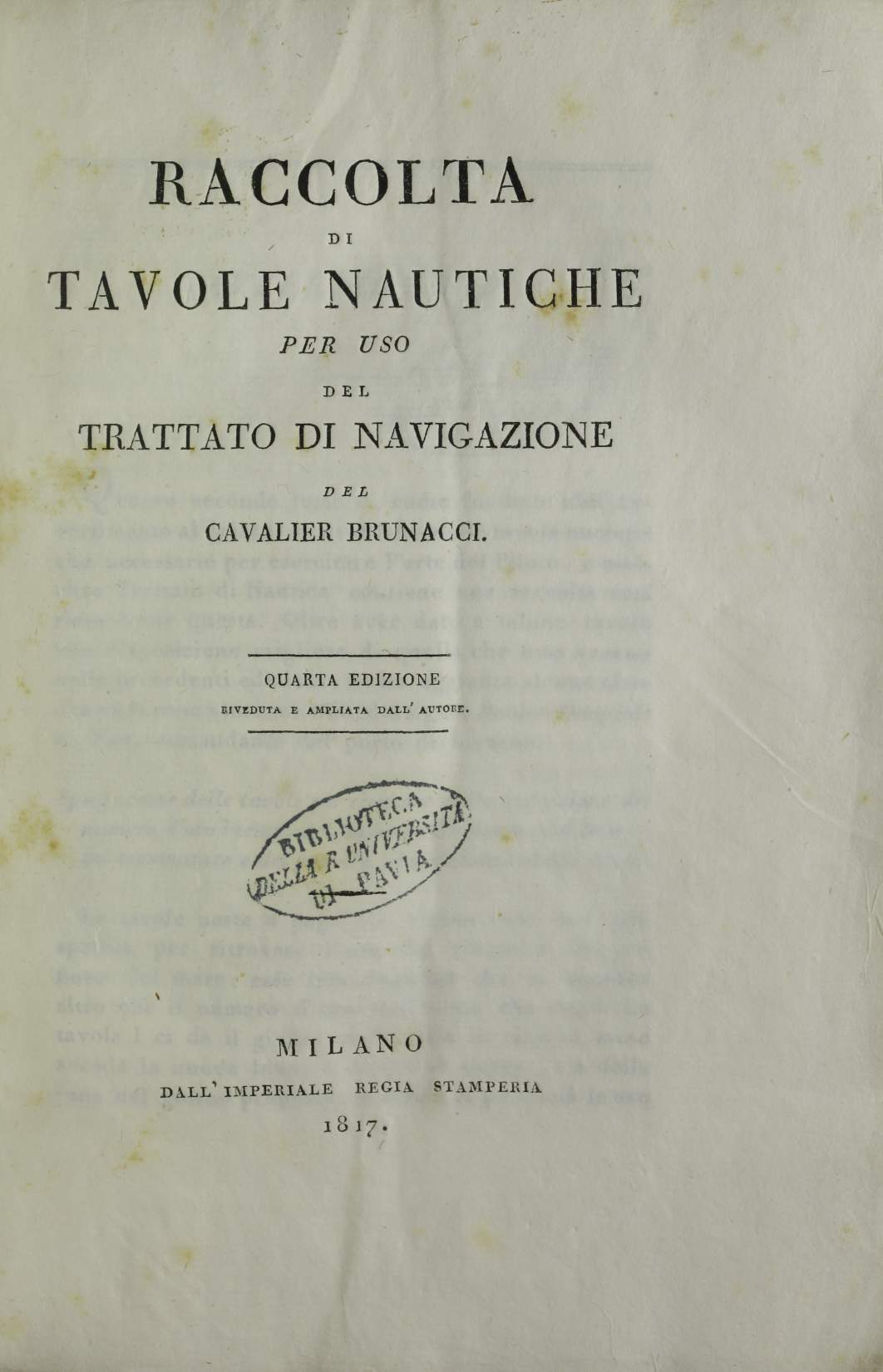
Trattato di navigazione, 1817

- Calcolo integrale delle equazioni lineari (1798),
- Corso di matematica sublime in quattro volumi (1804 - 1807),
- Elementi di algebra e di geometria, libro di testo in due volumi (1809),
- Trattato dell'ariete idraulico (1810 e con una seconda edizione tre anni dopo).
- Quale tra le pratiche usate in Italia per la dispensa delle acque è la più convenevole, e quali precauzioni ed artifizi dovrebbero aggiungersi per intieramente perfezionarla riducendo le antiche alle nuove misure metriche, Verona, Mainardi, 1814.
- Trattato di navigazione, vol. 2, Milano, Stamperia reale, 1817.